# Bangladeschische Cricket-Nationalmannschaft in den West Indies in der Saison 2024/25
Die Tour der bangladeschischen Cricket-Nationalmannschaft in die West Indies in der Saison 2024/25 findet vom 15. November bis 19. Dezember 2024 statt. Die internationale Cricket-Tour ist Bestandteil der Internationalen Cricket-Saison 2024/25 und umfasst zwei Tests, drei ODIs und drei Twenty20s. Die Tests sind Bestandteil der ICC World Test Championship 2023–2025. Die Test-Serie endete 1–1 unentschieden, die West indies gewannen die ODI-Serie mit 3–0 und Bangladesch die Twenty20-Serie mit 3–0.

## Vorgeschichte
Die West Indies bestritten zuvor eine Tour gegen England, Bangladesch eine Tour gegen Südafrika. Das letzte Aufeinandertreffen der beiden Mannschaften bei einer Tour fand in der Saison 2022 in den West Indies statt.

## Stadien
Die folgenden Stadien wurden für die Tour als Austragungsort vorgesehen und am 11. Mai 2024 bekanntgegeben.
| Stadt       | Land                           | Stadion                     | Kapazität | Spiele      |
| ----------- | ------------------------------ | --------------------------- | --------- | ----------- |
| Basseterre  | St. Kitts und Nevis            | Warner Park                 | 8.000     | 1. – 3. ODI |
| Kingston    | Jamaika                        | Sabina Park                 | 20.000    | 2. Test     |
| Kingstown   | St. Vincent und die Grenadinen | Arnos Vale Stadium          | 18.000    | 1. – 3. T20 |
| North Sound | Antigua und Barbuda            | Sir Vivian Richards Stadium | 10.000    | 1. Test     |

## Kaderlisten
Bangladesch benannte seinen Test-Kader am 10. November, seinen ODI-Kader am 2. Dezember und seinen Twenty20-Kader am 10. Dezember 2024.
Die West Indies benannten ihren Test-Kader am 16. November, ihren ODI-Kader am 2. Dezember und ihren Twenty20-Kader am 12. Dezember 2024.
| Test | Test | ODI | ODI | Twenty20 | Twenty20 |
| West Indies | Bangladesch | West Indies | Bangladesch | West Indies | Bangladesch |
| --- | --- | --- | --- | --- | --- |
| - Kraigg Brathwaite (K) - Joshua Da Silva (VK, wk) - Alick Athanaze - Keacy Carty - Justin Greaves - Kavem Hodge - Tevin Imlach (wk) - Alzarri Joseph - Shamar Joseph - Mikyle Louis - Anderson Phillip - Kemar Roach - Jayden Seales - Kevin Sinclair - Jomel Warrican | - Mehidy Hasan Miraz (K) - Hasan Mahmud - Hasan Murad - Jaker Ali - Litton Das (wk) - Mahidul Islam Ankon - Mahmudul Hasan Joy - Mominul Haque - Nahid Rana - Shadman Islam - Shoriful Islam - Taijul Islam - Taskin Ahmed - Zakir Hasan | - Shai Hope (K, wk) - Brandon King (VK) - Keacy Carty - Roston Chase - Matthew Forde - Justin Greaves - Shimron Hetmyer - Amir Jangoo (wk) - Alzarri Joseph - Shamar Joseph - Evin Lewis - Gudakesh Motie - Sherfane Rutherford - Jayden Seales - Romario Shepherd | - Mehidy Hasan Miraz (K) - Nasum Ahmed - Taskin Ahmed - Jaker Ali - Litton Das (wk) - Tanzid Hasan - Afif Hossain - Parvez Hossain Emon - Rishad Hossain - Shoriful Islam - Hasan Mahmud - Mahmudullah - Tanzim Hasan Sakib - Soumya Sarkar - Nahid Rana | - Rovman Powell (K) - Brandon King (VK) - Keacy Carty - Johnson Charles - Roston Chase - Justin Greaves - Terrance Hinds - Akeal Hosein - Alzarri Joseph - Evin Lewis - Obed McCoy - Gudakesh Motie - Nicholas Pooran (wk) - Jayden Seales - Romario Shepherd - Shamar Springer | - Litton Das (K, wk) - Nasum Ahmed - Taskin Ahmed - Jaker Ali - Mahedi Hasan - Tanzid Hasan - Afif Hossain - Parvez Hossain Emon - Rishad Hossain - Shamim Hossain - Hasan Mahmud - Mehidy Hasan Miraz - Ripon Mondol - Tanzim Hasan Sakib - Soumya Sarkar |

## Tour Match
| 17. – 18. November Scorecard | Osbourn | Bangladesch 253 | – | West Indies Select XI 87-9d |
|                              |         | Remis           |   |                             |

## Tests

### Erster Test in North Sound
| 22. – 26. November Scorecard | North Sound | West Indies 450-9d (144.1) & 152 (46.1) | – | Bangladesch 269-9d (98) & 132 (38) |
|                              |             | West Indies gewinnt mit 201 Runs        |   |                                    |

Bangladesch gewann den Münzwurf und entschied sich als Feldmannschaft zu beginnen. Für Pakistan formte Eröffnungs-Batter Mikyle Louis zusammen mit dem vierten Schlagmann Kavem Hodge eine Partnerschaft. Hodge erreichte 25 Runs und wurde gefolgt durch Alick Athanaze. Louis konnte ein Fifty über 97 Runs erzielen und wurde ersetzt durch Justin Greaves. Nachdem Athanaze ein Fifty über 90 Runs erreicht hatte, kam Joshua Da Silva ins Spiel und der Tag endete beim Stand von 250/5. Am zweiten Tag schied Da Silva nach 14 Runs aus und der hineinkommende Kemar Roach erzielte 47 und Jayden Seales 18 Runs. Ihnen folgte Shamar Joseph und als die West Indies 450 Runs erreicht hatten deklarierten sie das Innings. Greaves erzielte dabei ein Century über 115* Runs aus 206 Bällen und Joseph 11* Runs. Bester bangladeschischer Bowler war Hasan Mahmud mit 3 Wickets für 87 Runs. Für Bangladesch erzielte Eröffnungs-Batter Zakir Hasan 15 Runs, bevor Mominul Haque und Shahadat Hossain eine Partnerschaft bildeten. Daraufhin endete der Tag beim Stand von 40/2. Am dritten Tag schied Hossain nach 18 Runs aus und wurde gefolgt durch Litton Das. Haque gelang ein Fifty über 50 Runs, woraufhin Mehidy Hasan Miraz auf Feld kam. Das verlor sein Wicket nach 40 Runs, woraufhin Jaker Ali ins Spiel kam und Miraz nach 23 Runs ausschied. Ihm folgte Taijul Islam, der 25 Runs erreichte, bevor auch Ali nach einem Fifty über 53 Runs sein Wicket verlor. Nachdem Taskin Ahmed aufs Feld gekommen war, endete der Tag beim Stand von 269/9. Am Morgen des vierten Tages deklarierte Bangladesch bei einem Rückstand von 181* Runs das Innings und Ahmed hatte 11* Runs erreicht. Bester Bowler der West Indies war Alzarri Joseph mit 3 Wickets für 69 Runs. Für die West Indies erzielte Eröffnungs-Batter Kraigg Brathwaite 23 Runs, bevor Kavem Hodge und Alick Athanaze eine Partnerschaft formten. Hodge erreichte 15 Runs und Athanaze schied kurz darauf nach 42 Runs aus. In der Fogle formten Joshua Da Silva und Alzarri Joseph eine weitere Partnerschaft. Da Silva gelangen 22 Runs und wurde gefolgt durch Kemar Roach. Joseph schied nach 17 Runs aus und Roach verlor das letzte Wicket des Innings nach 12 Runs, womit die West Indies dem bangladeschischen Team eine Vorgabe von 344 Runs setzten. Bester bangladeschischer Bowler war Taskin Ahmed mit 6 Wickets für 64 Runs. Bangladesch verlor früh seine Eröffnungs-Batter, woraufhin Mominul Haque 11 Runs erreichte. Daraufhin formten Litton Das und Mehidy Hasan Miraz eine Partnerschaft. Das schied nach 22 Runs aus und wurde gefolgt durch Jaker Ali. Nachdem Miraz nach 45 Runs sein Wicket verloren hatte, endete der Tag beim Stand von 109/7. Am fünften Tag schied Ali nach 31 Runs aus und kurz darauf endete das Spiel mit einer Niederlage für Bangladesch. Beste Bowler der West indies waren Kemar Roach mit 3 Wickets für 20 Runs und Jayden Seales mit 3 Wickets für 45 Runs. Als Spieler des Spiels wurde Justin Greaves ausgezeichnet.

### Zweiter Test in Kingston
| 30. November – 3. Dezember Scorecard | Kingston | Bangladesch 164 (71.5) & 268 (59.5) | – | West Indies 146 (65) & 185 (50) |
|                                      |          | Bangladesch gewinnt mit 101 Runs    |   |                                 |

Bangladesch gewann den Münzwurf und entschied sich als Feldmannschaft zu beginnen. Als Spieler des Spiels wurde Taijul Islam ausgezeichnet.

## One-Day Internationals

### Erstes ODI in Basseterre
| 8. Dezember Scorecard | Basseterre | Bangladesch 294-6 (50)            | – | West Indies 295-5 (47.4) |
|                       |            | West Indies gewinnt mit 5 Wickets |   |                          |

Bangladesch gewann den Münzwurf und entschied sich als Schlagmannschaft zu beginnen. Als Spieler des Spiels wurde Sherfane Rutherford ausgezeichnet.

### Zweites ODI in Basseterre
| 10. Dezember Scorecard | Basseterre | Bangladesch 227 (45.5)            | – | West Indies 230-3 (36.5) |
|                        |            | West Indies gewinnt mit 7 Wickets |   |                          |

Die West Indies gewannen den Münzwurf und entschieden sich als Feldmannschaft zu beginnen. Als Spieler des Spiels wurde Jayden Seales ausgezeichnet.

### Drittes ODI in Basseterre
| 12. Dezember Scorecard | Basseterre | Bangladesch 321-5 (6)             | – | West Indies 325-6 (46) |
|                        |            | West Indies gewinnt mit 4 Wickets |   |                        |

Die West Indies gewannen den Münzwurf und entschieden sich als Feldmannschaft zu beginnen. Als Spieler des Spiels wurde Amir Jangoo ausgezeichnet.

## Twenty20 Internationals

### Erstes Twenty20 in Kingstown
| 15. Dezember Scorecard | Kingstown | Bangladesch 147-6 (20)         | – | West Indies 140 (19.5) |
|                        |           | Bangladesch gewinnt mit 7 Runs |   |                        |

Die West Indies gewannen den Münzwurf und entschieden sich als Feldmannschaft zu beginnen. Als Spieler des Spiels wurde Mahedi Hasan ausgezeichnet.

### Zweites Twenty20 in Kingstown
| 17. Dezember Scorecard | Kingstown | Bangladesch 129-7 (20)          | – | West Indies 102 (18.3) |
|                        |           | Bangladesch gewinnt mit 27 Runs |   |                        |

Die West Indies gewannen den Münzwurf und entschieden sich als Feldmannschaft zu beginnen. Als Spieler des Spiels wurde Shamim Hossain ausgezeichnet.

### Drittes Twenty20 in Kingstown
| 19. Dezember Scorecard | Kingstown | Bangladesch 189-7 (20)          | – | West Indies 109 (16.4) |
|                        |           | Bangladesch gewinnt mit 80 Runs |   |                        |

Bangladesch gewann den Münzwurf und entschied sich als Schlagmannschaft zu beginnen. Als Spieler des Spiels wurde Jaker Ali ausgezeichnet.

## Auszeichnungen

### Player of the Series
Als Player of the Series wurden der folgende Spieler ausgezeichnet.
| Serie | Player of the Series       |
| ----- | -------------------------- |
| Test  | Taskin Ahmed Jayden Seales |
| ODI   | Sherfane Rutherford        |
| T20   | Mahedi Hasan               |

### Player of the Match
Als Player of the Match wurden die folgenden Spielerinnen ausgezeichnet.
| Spiel   | Player of the Match |
| ------- | ------------------- |
| 1. Test | Justin Greaves      |
| 2. Test | Taijul Islam        |
| 1. ODI  | Sherfane Rutherford |
| 2. ODI  | Jayden Seales       |
| 3. ODI  | Amir Jangoo         |
| 1. T20  | Mahedi Hasan        |
| 2. T20  | Shamim Hossain      |
| 3. T20  | Jaker Ali           |